# Kotor
Kotor (montenegrí: Kotor / Котор; llatí: Acruvium; grec: Ασκρηβιον, Askrèvion; italià: Cattaro) és una ciutat costanera de Montenegro a la mar Adriàtica, més concretament a la part més apartada del golf de Kotor. La ciutat té una població de 13.510 habitants, i és el centre administratiu del municipi de Kotor, amb una població estimada de 22.618. Kotor és part del Patrimoni Mundial de la Humanitat inscrit per la UNESCO el 1979.
L'antic port del Mediterrani de Kotor, envoltat per la muralla de la ciutat, que fou construïda per la República de Venècia, mostra la seva influència, que continua sent dominant entre les influències arquitectòniques. La badia de Kotor (Boka Kotorska), una de les parts més accidentades del mar Adriàtic, a vegades es diu que és el fiord més meridional d'Europa (encara que en realitat és una ria). Amb els penya-segats de pedra calcària, que gairebé sobresurten d'Orjen i Lovćen, es crea un dels grans paisatges de la Mediterrània.
En els darrers anys, Kotor ha experimentat un augment constant de turistes atrets per la bellesa, tant la natural del golf de Kotor, com de la vella ciutat de Kotor en si mateix i per la seva proximitat a Dubrovnik, de la qual només és a un centenar de quilòmetres, aproximadament.

## Geografia
La ciutat de Kotor està situada al fons d'una petita badia o ria de la costa dàlmata a la mar Adriàtica, coneguda amb el nom de Boques de Kotor o badia de Kotor. Té una forma molt tancada fruit de les restes d'un antic cràter volcànic semiderruït: per això els seus penya-segats elevats. Aquest paisatge per les seves semblances amb els fiords noruecs fa que a vegades se l'anomeni el fiord més meridional d'Europa.
Pel que fa al clima, és subtropical humit amb temperatures relativament càlides als mesos d'estiu (a l'entorn dels 28-29 graus) i relativament fredes a l'hivern per sobre de zero graus (a l'entorn dels dos graus positius). La precipitació és força abundant. sobre 1.400 mm anuals.

## Història
Les primeres referències escrites en són del 168 aC, quan es parla d'una ciutat amb el nom d'Ascrivium o Ascruvium pertanyent a la província romana de la Dalmàcia.

### Edat mitjana
Les fortificacions de Kotor daten dels primers anys de l'edat mitjana. El 535, un cop els ostrogots foren expulsats de la ciutat, l'emperador romà d'Orient Justinià manà construir una fortalesa sobre el turó que domina Kotor. El 840 la localitat patí una ràzzia musulmana. Més tard, cap al segle X, probablement el també emperador romà d'Orient Constantí VII manà construir als voltants de la ciutat originària una de segona amb el nom de "baixa Kotor". També durant aquest segle, concretament al 1002, Kotor fou ocupada pel primer Imperi búlgar, i l'any següent l'hi fou cedida per Sèrbia. Tanmateix, els habitants de Kotor es negaren a tal donació i es van incorporar a la República de Ragusa fins al 1184, quan passa a formar part de Sèrbia, mantenint, tot i això, les seves institucions i el dret a declarar la guerra i establir tractats de pau. Fou durant aquests temps seu episcopal, i en el segle xiii s'hi van establir dominics i franciscans: fundaren monestirs per impedir la propagació de l'heretgia medieval del bogomilisme. Fou l'esplendor comercial de Kotor durant el segle xiv la que causà la gelosia veneciana.

### Domini venecià
Tanmateix, la ciutat no passà a ser veneciana fins al 1420; fou part de la Sereníssima fins a les vigílies de les guerres napoleòniques. Durant aquests quatre segles aproximadament, Kotor o Cattaro, com serà anomenada en endavant, fou governada d'acord amb els seus propis estatuts, els més antics dels quals eren del 1301 i van ser publicats a Venècia el 1606 amb el títol de Statuta et leges civitatis Cathari. El govern era de tipus aristocràtic, inspirant-se en el model de la ciutat metropolitana amb un consell major format només per nobles; un de menor integrat per sis membres i un Senat o Consell dels Pregadors de quinze persones. De les reunions comunes dels dos consells sortien els magistrats encarregats de la sanitat, la justícia i la seca. Durant els anys de domini venecià s'hi parlava tant dàlmata com vènet i els seus habitants eren de religió catòlica. En l'actualitat en el teixit urbà de la ciutat encara hi ha restes de l'hegemonia de la Sereníssima.
El territori de la Cattaro veneciana limitava amb l'Imperi Otomà, el qual atacà diverses vegades al segle XVI i XVII la ciutat, i Montenegro. A més, comprenia les terres de Perasto, Dobrota (Bonintro) i Perzagno, cada un dels quals amb el seu propi consell local que escollia alhora les seves autoritats.

### Domini napoleònic i habsbúrgic
Després del tractat de Campo Formio del 1797, Cattaro passà a la monarquia dels Habsburg; pocs anys després, el 1805, amb la pau de Pressburg, s'incorpora al Regne napoleònic d'Itàlia per cinc anys després, el 1810, incorporar-se a les Províncies Il·líriques del primer Imperi francès. El Congrés de Viena del 1815 reintegra la ciutat a Àustria, a la qual pertanyerà fins al 1919, quan en virtut dels tractats de Pau de París la ciutat és lliurada a la nova Iugoslàvia i rep ja el nom actual de Kotor.

### II Guerra mundial
Arran de la invasió ítaloalemanya de Iugoslàvia del 1941, Kotor passa a formar part de la Itàlia feixista de Mussolini com una de les tres províncies de la Governació de la Dalmàcia entre 1941 i 1943. La província de Cattaro tenia aleshores una extensió de 1.075 km² i una població de 128.000 habitants.

### Segle XX fins a l'actualitat
Amb la fi de la II Guerra mundial, el 1945 la ciutat es reincorpora a Montenegro, aleshores una de les repúbliques fundadores de la Iugoslàvia socialista dirigida per Josip Broz "Tito". Amb la independència de Montenegro el 2006, Kottor continua formant part d'aquest estat.
El 1979 la ciutat va patir un terratrèmol que malauradament afectà molts edificis històrics però es restauraren durant la dècada del 1980.